# قصاص (نبات)
القَصَاص أو لابُرْنُون أو سِيتِسُسْ أو قُوْطيْسوس (الاسم العلمي: Laburnum)، جنس أشجار صغيرة تتكون من نوعين (مقبولة) وبقية الأنواع غير مؤكدة، وتنتمي إلى فصيلة البقولية. أعطانها الأصلية جبال جنوب أوروبا من فرنسا إلى البلقان.